# 恵那峡ワンダーランド
恵那峡ワンダーランド（えなきょうワンダーランド）は、岐阜県中津川市にある遊園地である。

## 概要
元はフィールドアスレチック場で、その後は遊園地として発展、1970年に恵那峡ランドとしてオープンした。恵那峡をロープウェイで渡って園内に直結する恵那峡ロープウェイをはじめ、大型観覧車など25種類の遊戯施設をそろえ、1991年のピーク時には年間入場者数は50万人を記録した。しかし、景気低迷や少子化などの影響を受けて減少傾向に転じ、閉園間近頃の入場者数がピーク時の3分の1以下に落ち込んだため経営を断念。2000年11月30日に閉鎖された。
それから1年半後の2002年4月に遊具再生事業を手がける岡本製作所により「恵那峡ワンダーランド」としてリニューアルオープン。37種類以上の遊戯施設を揃えている。
3月中旬より11月最終日曜日までの間のみの季節営業。

## 所在地
岐阜県中津川市蛭川5735-209

## アクセス
- 中央自動車道恵那インターチェンジから車で８分。